# Нагольний кряж (заказник)
Наго́льний кряж — ландшафтний заказник, оголошений рішенням Луганської обласної ради від 28 лютого 2013 р. № 17/33.  Наукове обгрунтування створення заказника підготовлено експертами Ukrainian Nature Conservation Group.
Розташований у Довжанському районі на північно-східній околиці с. Нагольно-Тарасівка. До складу проектованого заказника входять урочища «Синя скеля», «Нагольнянський Байкал» та «Катюшина балка», в межах якої розміщена овіяна місцевими легендами Катюшина криниця.
Землекористувачами території пропонованого заказника є Матвіївська та Калінінська сільські ради Сверловського району та Нагольно-Тарасівська сільська рада Ровеньківського району Луганської області.
Площа — 598 га.
Територія заказника розташована в межах Матвіївської сільської ради. З північного сходу на південний захід протікає р. Нагольна, що є лівою притокою річки Міус. У межах заказника протікає дві праві притоки і одна притока другого порядку р. Нагольна. Основним джерелом живлення річок є підземні води. Стійке живлення протягом року здійснюється притоком підземних вод кам'яновугільних та мезо-кайнозойських відкладів. Характерною особливістю режиму річок є високий весняний паводок (інтенсивний підйом води у результаті танення снігу), низька стійка літньо-осіння та зимова межень, яка часто порушується паводками та підвищенням рівня води під час відлиг. У посушливі роки річки можуть пересихати.

## Ґрунтові умови
Типовими ґрунтами у проектованому заказнику є чорноземи звичайні мало гумусні, у заплавах річок також трапляються чорноземно-лучні ґрунти. На схилах річкових долин та балок ґрунти малопотужні.

## Господарське використання
Переважна частина території проектованого заказника використовується як пасовище або взагалі не має господарського використання з причини складного рельєфу. З півночі на південь через територію проектованого заказника проходить лінія електропередач та асфальтована дорога між селами Нагольно-Тарасівка та Кисельово.

## Біологічне різноманіття
Завдяки такому своєрідному та добре розвиненому рельєфу загалом на Донецькому кряжі збереглося багато реліктових видів флори та фауни. Чимало середземноморських видів безхребетних, що характерні переважно для Кавказу, Криму, Малої Азії та Балканського півострову, мають тут ізольовані острівні частини ареалу, та, імовірно, є пліоценовими реліктами. Схожу картину демонструє характер рослинності Донецького кряжу — багато зареєстрованих тут видів не характерні для Східноєвропейської рівнини та спільні лише з Кавказом і Кримом.

## Геологічна будова
За фізико-географічним районуванням України територія проектованого заказника належить до Кринксько-Нагольчанського району, Донецької височинної фізико-географічної області, Донецького північно-степового краю, Північної степової підзони, Степової зони.
У геологічній будові ділянки проектованого заказника беруть участь відклади докембрійського, палеозойського (девон, карбон, перм), мезозойського (тріас, юра, крейда) та кайнозойського (палеоген, неоген, антропоген) віку. Осадові відклади карбону, що утворилися у геосинклінальних умовах досягають потужності 12 000 м. Вони представлені пісковиками, вапняками, сланцями та вугіллям (близько 250 пластів). На відкладах карбону залягають палеогенові та неогенові відклади, які в свою чергу перекриті лесами та лесовидними суглинками, пісково-глинистим алювієм антропогенового періоду. Територія розташована у межах древньої складчастої структури Герцинського орогенезу, ускладнену розривними порушеннями (скидами та насувами), а також складчато-бриловими рухами юрського, крейдового та третинного періодів. Геотектонічні процеси супроводжувались проявами вулканізму, що призвело до утворення у потужній осадовій товщі різноманітних жильних порід. Складна історія геологічного розвитку ділянки проектованого заказника зумовила багатство мінерального складу гірських порід різного віку, які повсюдно у межах даної території виходять на денну поверхню, оскільки вона сильно розчленована мережею річок, ярів та балок. Виходи гірських порід значно впливають на специфіку біотопів, є середовищем існування для багатьох видів флори та фауни, а також становлять естетичну та наукову цінність.
У тісному зв'язку з геологічною будовою та тектонікою сформувався складний та досить різноманітний рельєф проектованого заказника. Ділянка розташована у межах Нагольного кряжу, утвореного вапняками та пісковиками карбону, її поверхня сильно розчленована густою мережею річкових долин, глибоких балок та ярів. Густота яружно-балкової мережі становить понад 0,75 км/км², густота річкової мережі — 0,49-0,51 км/км². Отже найпоширенішим на території проектованого заказника є яружно-балковий тип місцевості. Також трапляються останцеві-гривисті та карстові місцевості. На території багато виходів вапнякових і пісковикових порід.
Найпоширеніший на території заказника яружно-балковий тип місцевості, також трапляються останцеві-гривисті та карстові місцевості, з виходами вапнякових і пісковикових, мармуроподібних і гранітних порід. Схили вкриті степовою рослинністю. Значною мірою рослинний та тваринний світ території проектованого заказника зумовлений специфічним рельєфом, гідрологічним режимом та геологічною основою.

## Рослинність
Рослинність цієї території представлена степовими угрупованнями на схилах різного ухилу великої балочної системи. Наявні кам'янисті відслонення. В залежності від висоти поширення від днища балки вгору по схилу наростає ксероморфність ценозів. Днища балок представляють собою порослі деревною та чагарниковою рослинністю зелені коридори. Подекуди трапляються цінні ділянки байрачних лісів з широколистяних порід. За геоботанічним районуванням об'єкт відноситься до Першотравнево-Тельманівського району Жданівського округу, смуги різнотравно-типчаково-ковилових степів Приазовсько-Причорноморської підпровінції, Причорноморської (Понтичної) провінції, Європейсько-Азіатської степової області.

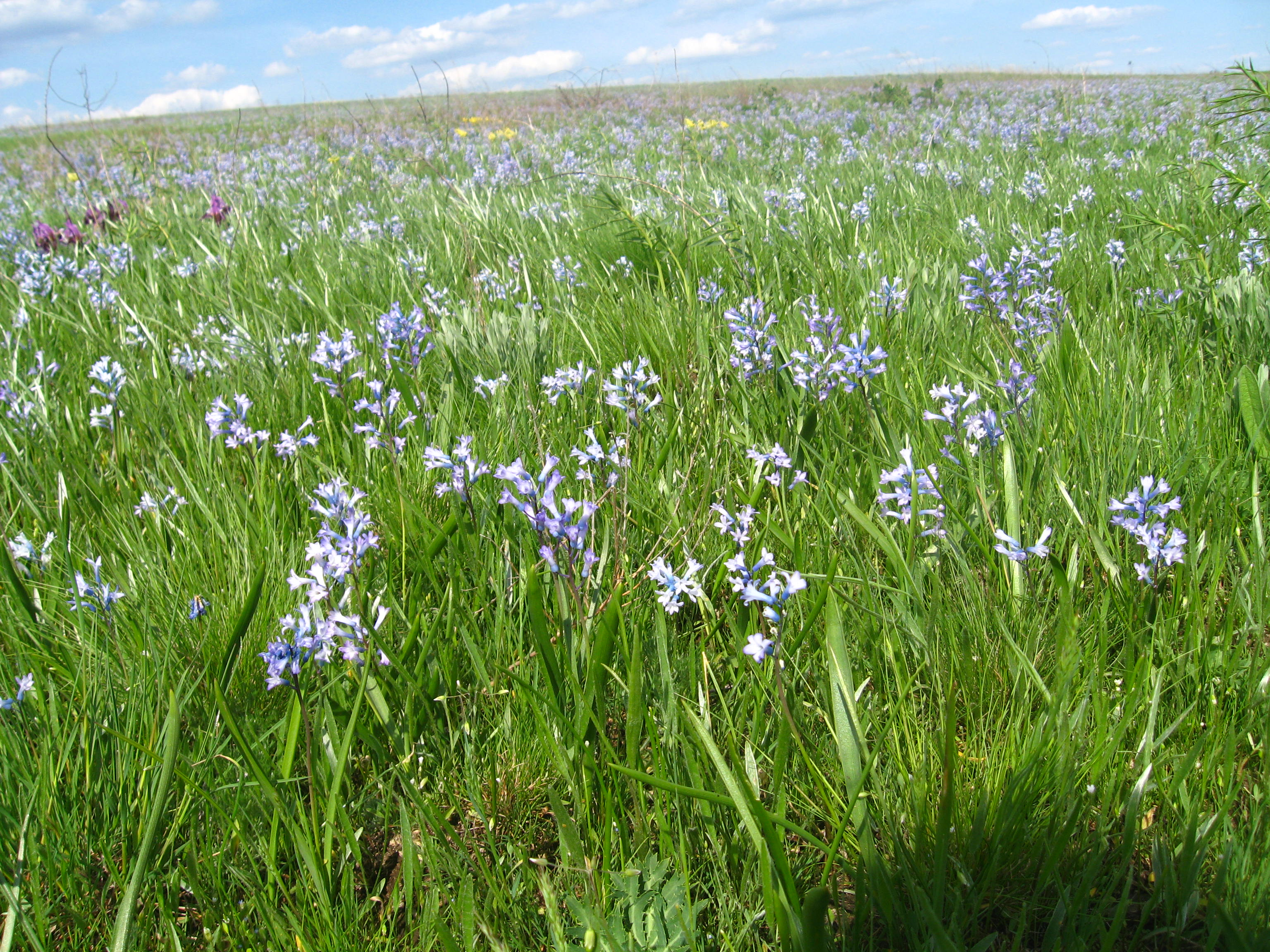
Гіацинтик Палласів
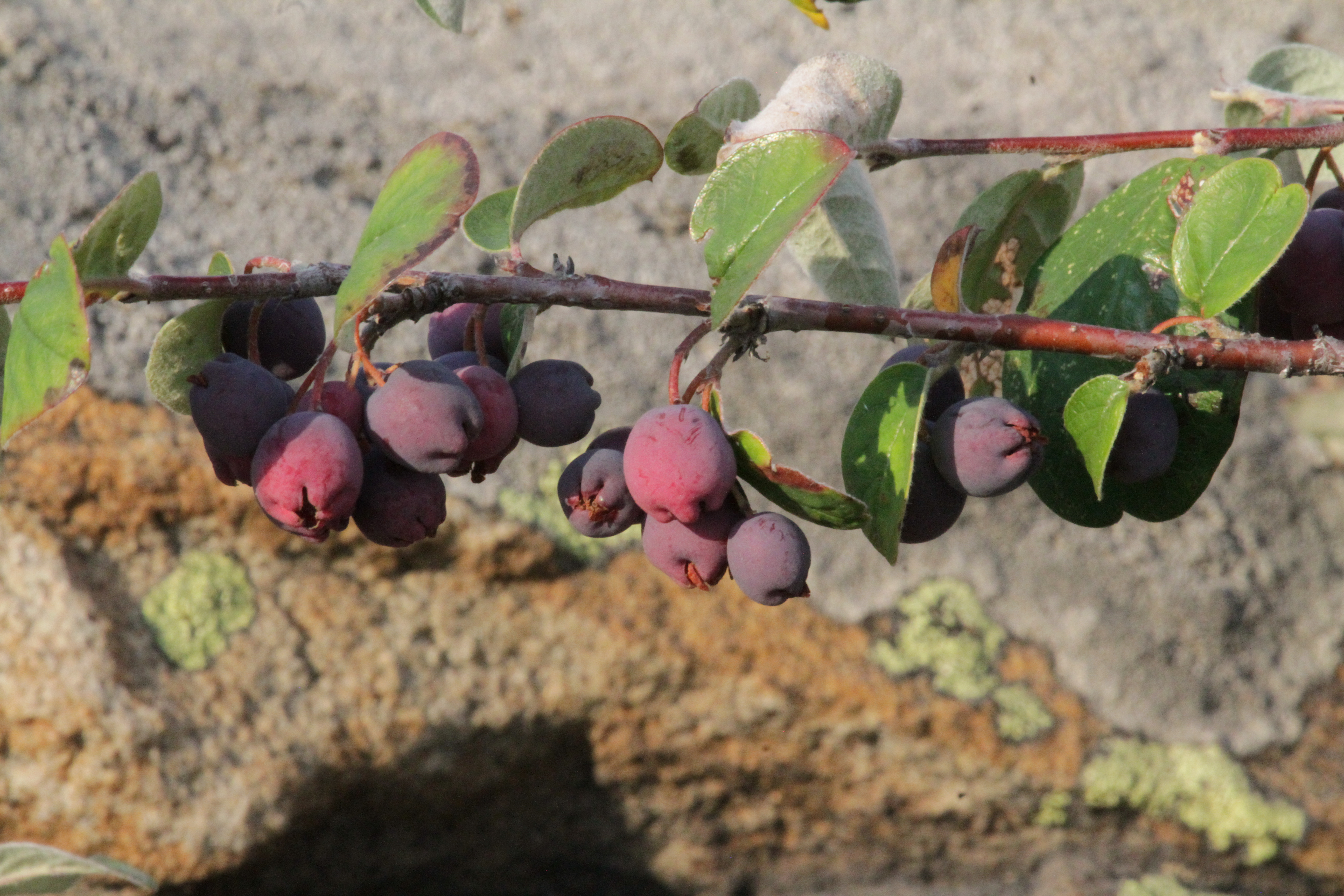
Кизильник
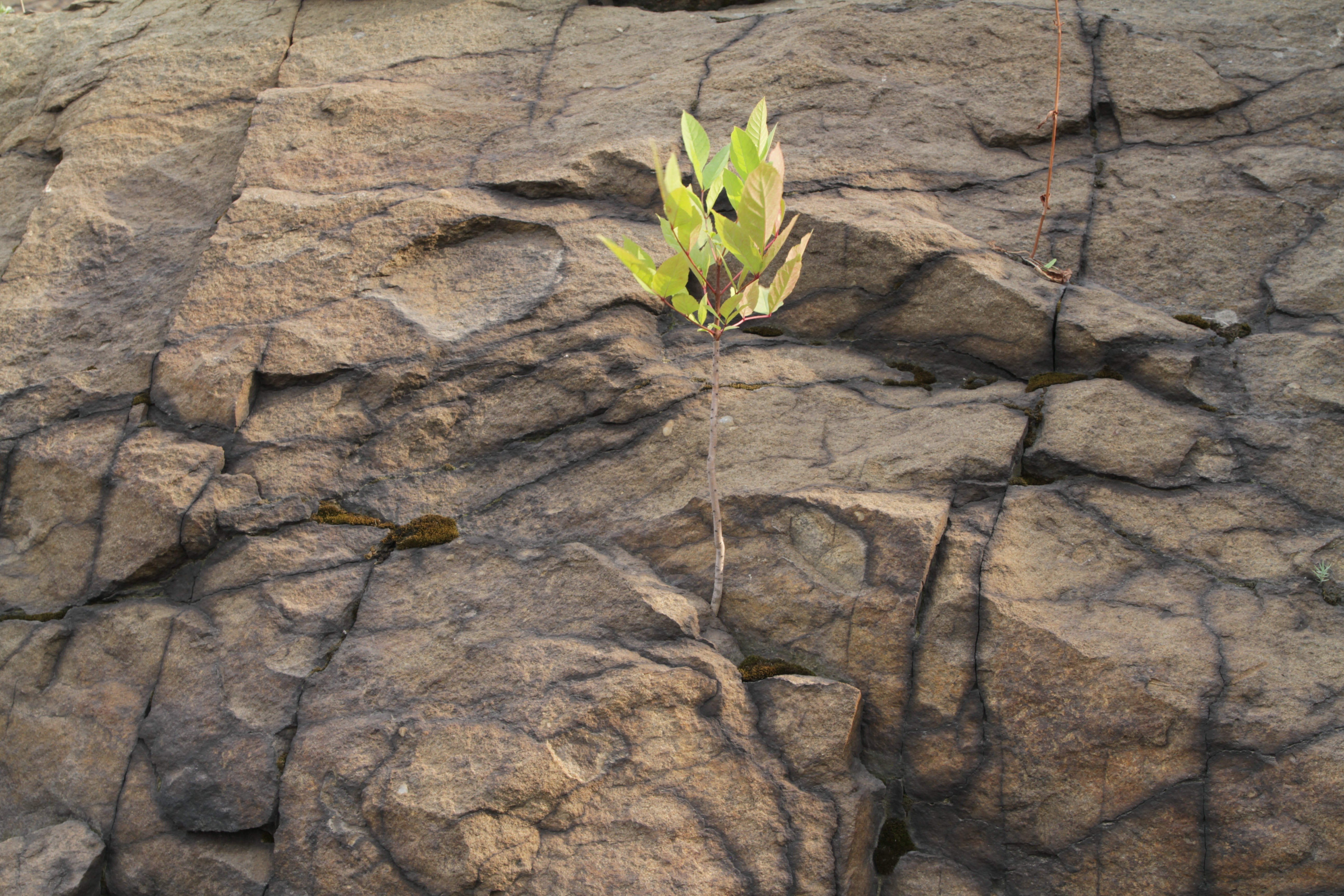
Молоде дерево на скелях
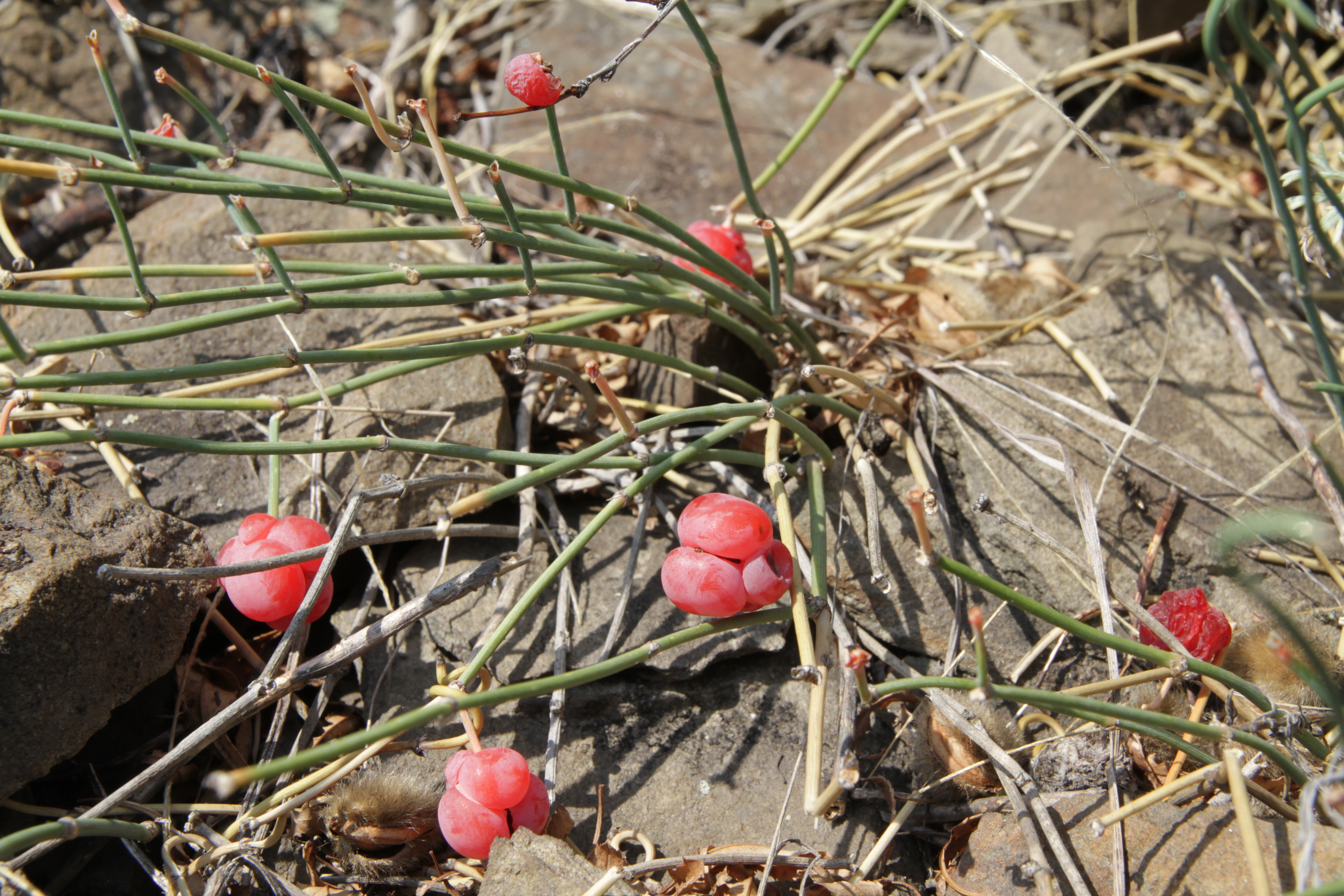
Ефедра двоколоса
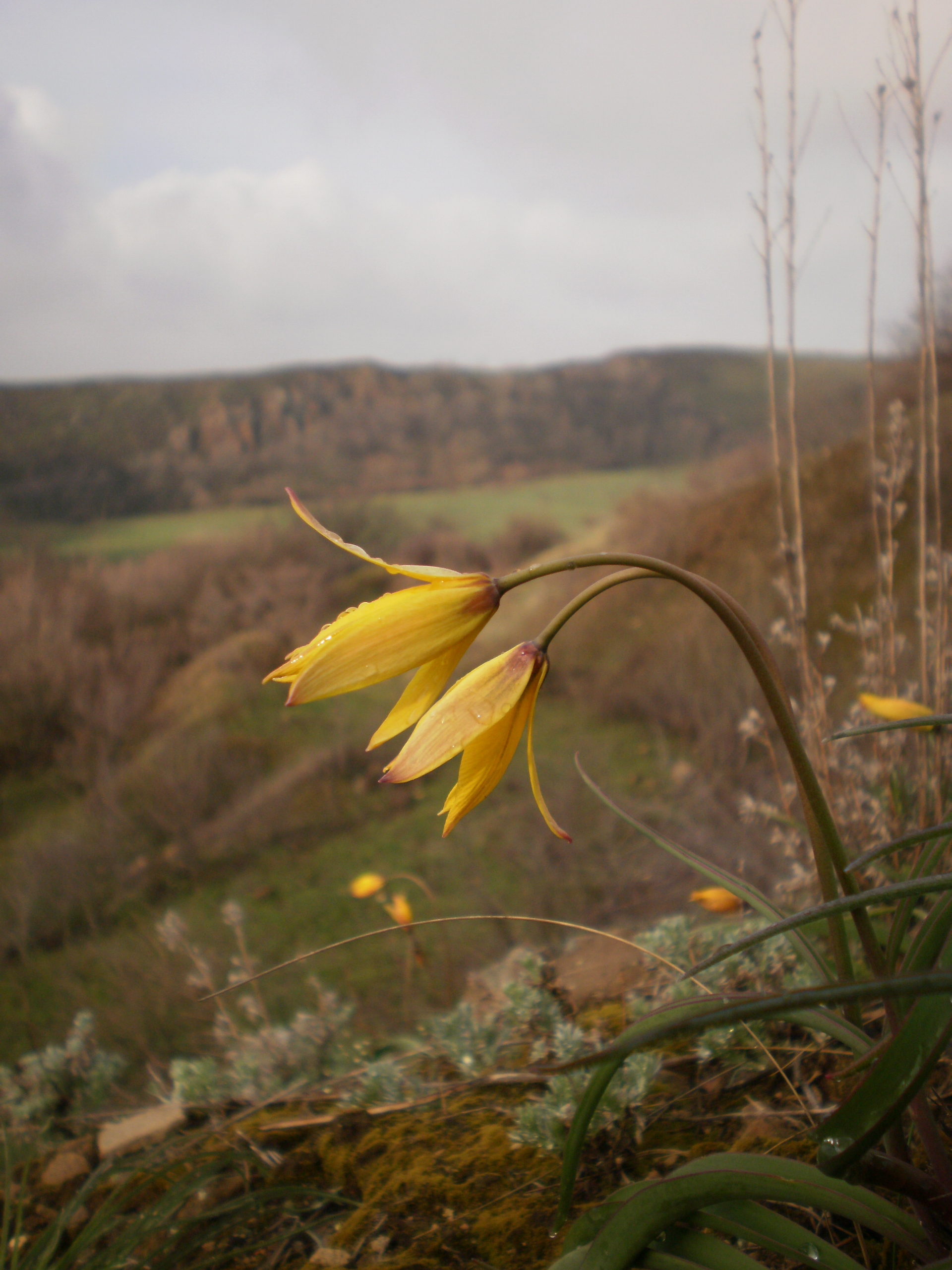
Тюльпан дібровний
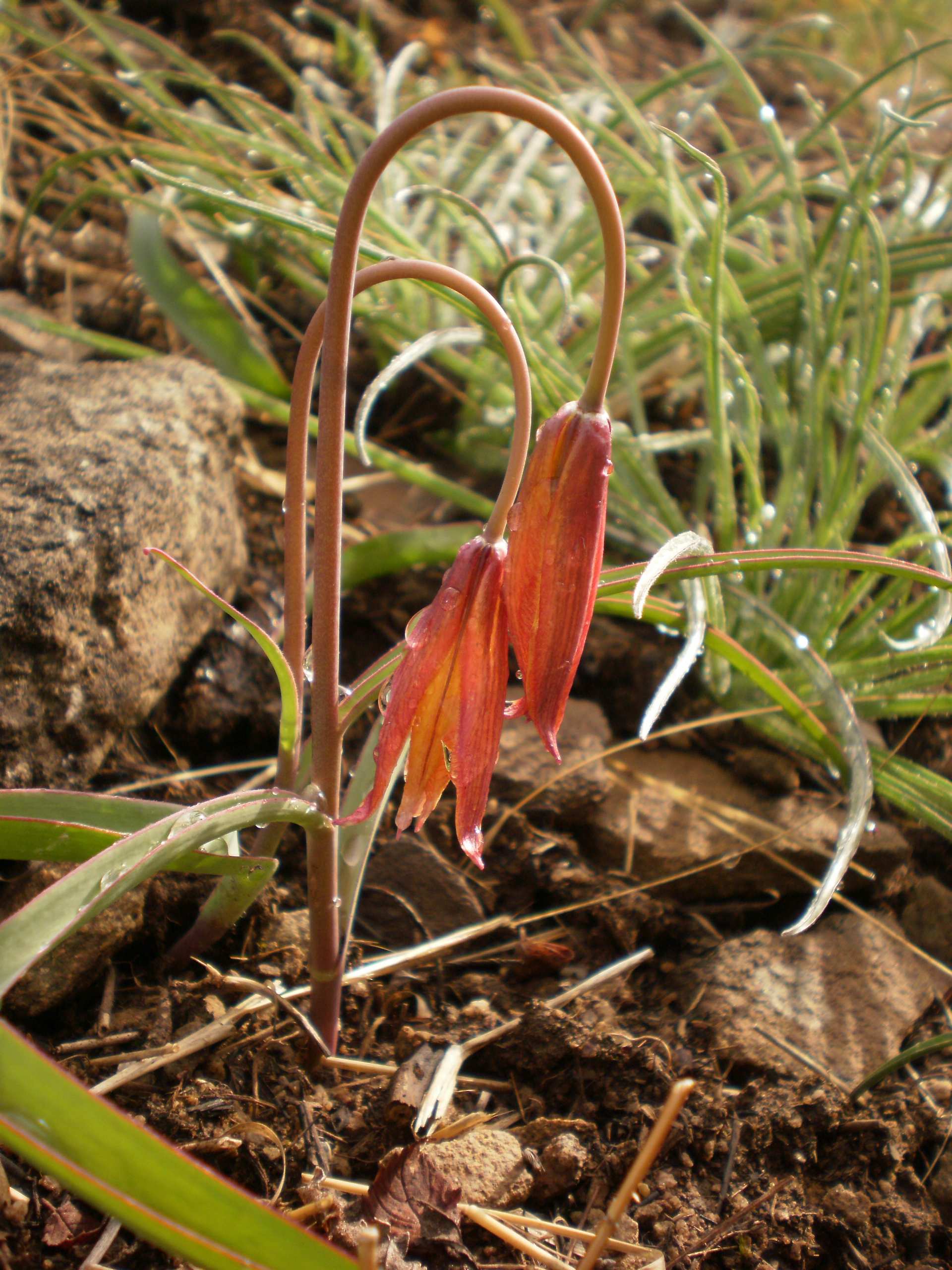
Тюльпан змієлистий
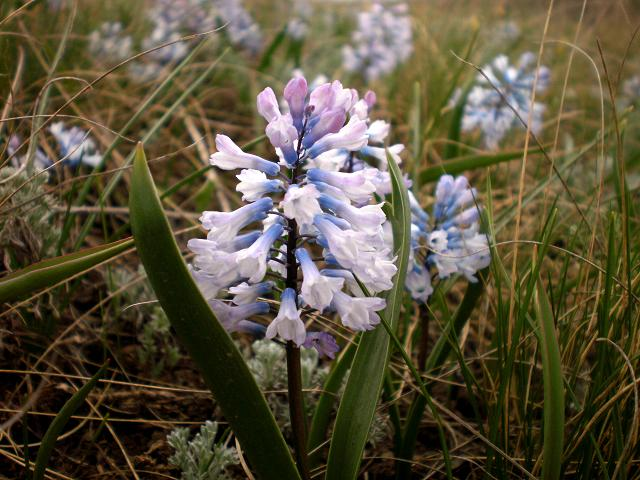
Гіацинтик Палласів
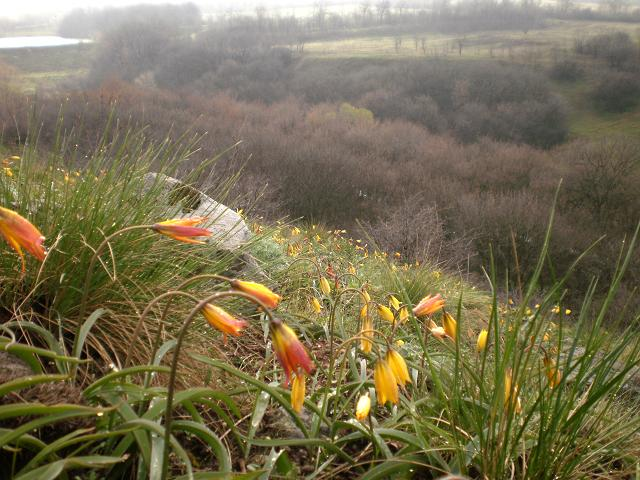
Тюльпан змієлистий
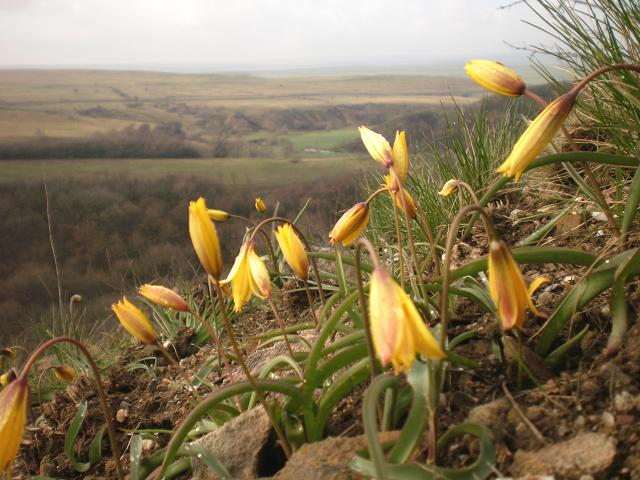
Тюльпан змієлистий
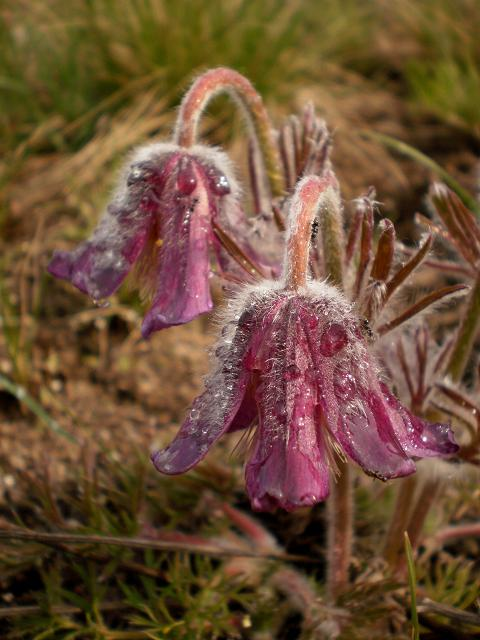
Сон лучний
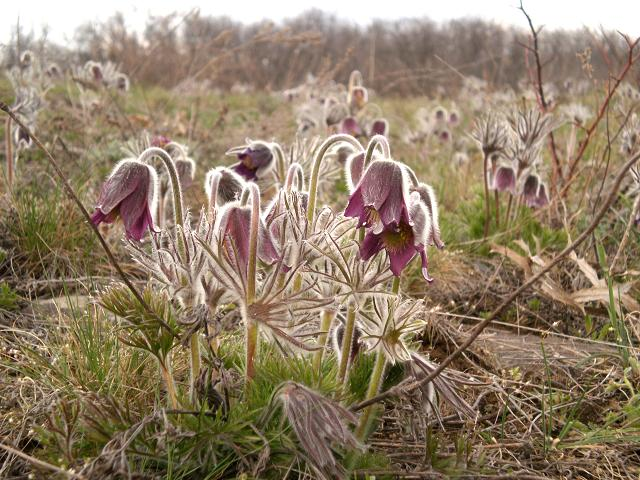
Сон лучний

Флора заказника налічує понад 200 видів судинних рослин, серед яких значною є участь типово-степових видів едифікаторів. Це, перш за все, степові злаки: типчак, житняк гребінчастий, тонконіг вузьколистий, а також рідкісна червонокнижна ковила волосиста. Останній вид формує рослинне угруповання, внесене до Зеленої книги України. Ще одним типово степовим видом є мигдаль степовий, або бобчук, що утворює на досліджуваній території низенькі чагарникові зарості, які надзвичайно мальовничо квітують навесні.
У весняному аспекті степових схилів трапляються численні ефемероїди, зокрема, рідкісні червонокнижні види горицвіт весняний, сон-трава лучна, шафран сітчастий, тюльпани змієлистий та дібровний, а також півонія вузьколиста. Великі повночленні популяції цих видів є великим скарбом тутешніх степів, адже на більшій частині території колишньої степової зони їх безповоротно втрачено. Флористичне ядро тутешніх степів формують типові для степової зони України види: льонок звичайний, льонок дроколистий, молочай Сігієрів (Euphorbia segueriana Neck.), степовий (Euphorbia stepposa Zoz.), та лозний (E. virgultosa Klok.), сокирки волотисті (Consolida paniculata (Host.) Schur.), миколайчики рівнинні (Eryngium campestre L.), підмаренник плаский (Gallium humifusum Bieb.), люцерна румунська (Medicago romanica Prod.), перстач сріблястий, чина бульбоносна, запашний горошок (Lathyrus tuberosus L.), морква дика, дивина борошниста (Verbascum lychnites L.), хондріла ситниковидна (Chondrilla junicea L.), полин сантонінський (Artemisia santonica L.), волошка розлога, жовтозілля Якоба (Senecio jacobaea L.), перстач сіруватий (Potentilla canescens Bess.), деревій майже звичайний (Achillea submillefolium Klok. et Krytzka), тонконіг вузьколистий, пирій середній (Elytrigia intermedia (Host) Nevski), зубниця звичайна (Odontites vulgaris Moench), в'язіль барвистий, берізка польова, петрів батіг звичайний, латук татарський, буркун білий, шавлія дібровна (Salvia nemorosa L.), ефіопська, похилена (Salvia nutans L.), залізняк бульбоносний (Phlomis tuberosa L.), підмаренник російський (Gallium ruthenicum Willd.), полин гіркий, самосил білоповстистий (Teucrium polium L.) та гайовий, живучка хіоська (Ajuga chia Schreb.), різуха звичайна (Falcaria vulgaris Bernh.), кермечник татарський тощо.
Відслонення скелястих порід, затінені чагарниками, створюють сприятливі умови для існування папоротей, таких як аспленій північний, зокрема у с. Нагольно-Тарасівка, балка Наташкіна за 23.08.1980, В. В. Кучеревський, Р. І. Бурда, DNZ) та пухирник ламкий, а також арума видовженого (Arum elongatum Stev.). Обидва види папоротей охороняються на території Луганської області. Окрім того чисельні повночленні популяції утворюють тут такі рідкісні види, як гіацинтик блідий, півники низькі (Iris pumila L.) та горицвіт волзький.
З рідкісних в видів, що охороняються на території Луганської області на території проектованого заказника у складі літніх степових травостоїв виявлено синяк плямистий (Echium maculatum L.), чистець прямий (Stachys recta L.), холодок багатолистий (Asparagus polyphyllos Stev.) та белевалія сарматська (Bellevalia sarmatica (Georgi) Woronow). За літературними даними тут відомі ушанка гранітна (Otites hellmannii (Claus) Kulcz.) Луг. обл., Свердловський р-н, окол. с. Нагольна Тарасівка, на вапнякових схилах вздовж р. Нагольна (24.08.1961, О. М. Дубовик, KW; 10.06.1974, С. М. Зиман, KW), (Hyacinthella pallasiana (Stev.) Losinsk.), с. Нагольна-Тарасовка 05.05.2003, О. М. Конопля, Гербарій ЛНПУ), ковила гранітна Луг. обл., Антрацитівський р-н, окол. с. Нагольна-Тарасівка (8.06.1972, Д. С. Івашин, DNZ)
В межах степової зони особливу цінність мають рослинні комплекси байрачних неморальних лісів з домінуванням дуба звичайного, у весняному покриві яких присутні рідкісні види ефемероїдів: червонокнижний рябчик руський та регіонально-рідкісні види: ряст ущільнений, проліска сибірська та анемона жовтецева. Тут також трапляється червонокнижний тюльпан дібровний. В затінених ділянках неморальних байрачних лісів зростає також щитник чоловічий.
В затінку травостою існує моховий покрив, на степових схилах також трапляються колонії синьо-зеленої водорості — ностока (Nostoc commune Vauch.).
Між кам'янистими відслоненнями та на степових ділянках трапляється єдина степова голонасінна рослина — ефедра двоколоса.
Зважаючи на непорушність всіх основних складових степової рослинності територія об'єкту заслуговує на ретельну охорону.

## Лишайники
У результаті комплексного вивчення степових біотопів між с. Антракоп і Березівка Свердловського р-ну Луганської області, було зібрано ліхенологічний матеріал (збір О. В. Василюка, 17-18.04.2010), що дозволило визначити 28 видів наземних (епігейних) лишайників. Епігейні лишайники у своєму поширенні приурочені до степових ценозів, що збереглися на Донецькому кряжі лише у «неугіддях» — вздовж схилів річкових долин і балок, на ділянках кам'янистих степів, між гривистими відслоненнями порід. Наземні лишайники відіграють надзвичайно важливу роль у функціонуванні степових ценозів — разом із водоростями, мохами і грибами вони утворюють «живий», або «біологічний», наземний покрив. Як компонент «біологічного» ґрунтового покриву, лишайники сприяють зменшенню впливу дії ерозійних процесів на ґрунти, та позитивно впливають на гідрологію і стабільність ґрунтового покриву. Отже, відтворення степових ценозів залежить у першу чергу від ґрунтового біопокриву, провідне значення у якому належить епігейним лишайникам.
Наземний лишайниковий покрив степових балок між с. Антракоп і Березівка є унікальним. Для деяких видів лишайників (Cladonia deformis (L.) Hoffm., Cladonia phyllophora Ehrh. ex Hoffm., Cladonia verticillata (Hoffm.) Schaer.) вказана степова балка є єдиним місцезростанням на Донбасі, інші види (Cladonia subulata (L.) Weber ex F.H. Wigg., Diploschistes muscorum (Scop.) R. Sant., Trapeliopsis granulosa (Hoffm.) Lumbsch) є надзвичайно рідкісними для степових ценозів Донецького кряжа. Нарешті, найцікавішою знахідкою на вказаній території є Cetraria steppae (Savicz) Kärnef. — вид Червоної книги України (1996, 2009), що трапляється в Євразії, а у степах України знаходиться на західній межі ареалу. Вид також занесений до Червоної книги РФСР (Красная книга… 1988) як вразливий, що знаходиться під загрозою зникнення. Спорадично вид трапляється на півдні України, але очевидно вже зник у степах Одеської області (Назарчук, 2007). На Донецькому кряжі найближчі до обстеженого регіону місцезростання виду, відомі з літератури з Антрацитівського р-ну («Нагольний кряж», на правому березі річки, зібр. М. І. Котов, 1925) і Ровеньківської міської ради ("по сланцях поблизу с. Ровеньки, збір. Є. М. Лавренко, 1927). Цілком можливо, що степова балка між с. Антракоп і Березівка Свердловського р-ну репрезентує останці популяції Cetraria steppae, що відома тут вже близько століття.
Отже, збереженість наземних лишайників, важливих для функціонування степових ценозів у балці між с. Антракоп і Березівка, а також представленість виду Червоної книги України — Cetraria steppae — вказує на нагальну необхідність охорони вказаного локалітету.

## Тваринний світ
Комахи. Значна площа урочища та поєднання кількох типів рослинності створює тут сприятливі умови для існування фауни природного степового комплексу. На території балки зустрічаються комахи, занесені до Червоної книги України: подалірій, махаон, бджола-тесляр фіолетова, дибка степова, вусач-хрестоносець земляний (Dorcadion equestre), красик веселий. Однак, на території проектованого заказника очікують виявлення значно більшої кількості видів рідкісних видів комах. Такі припущення засновані на тому, що саме завдяки збереженим ділянкам Донецького кряжу, на території Луганської області наразі фіксується найбільша кількість степових видів тварин (переважно комах), занесених до Червоної книги України, ніж в будь-якій іншій області. Так, 54 види (з 543 занесених до Червоної книги України) є суто степовими і трапляються на Луганщині. Два з них знайдені лише у Луганській області.
Земноводні та плазуни. Територію об'єкту заселює 2 види амфібій: часничниця та зелена ропуха, що охороняються Бернською конвенцією. З поширених на трав'янистих схилах плазунів прудка ящірка охороняється Бернською конвенцією, а рідкісна неотруйна змія жовточеревий полоз — Червоною книгою України. Крім того, в байрачних лісах вздовж р. Нагольна та її приток поширений і водяний вуж. Під час експедиції до урочища навесні 2010 року спостерігали розмноження цих плазунів. Тут також можливі знахідки таких червонокнижних видів як мідянка звичайна, візерунковий та сарматський полози, степова гадюка.
Птахи. Багатим є різноманіття степових птахів. Зокрема тут зустрічаються бджолоїдка звичайна, малий (Calandrella cinerea Gmelin), сірий, степовий, білокрилий (Melanocorypha leucoptera Pallas), чорний, рогатий. Наявність деревно-чагарникових заростей, майже непролазних для людини, та справжніх байрачних лісів створює тут сприятливі умови для гніздування цілого ряду птахів: трав'янки лучної, жулана звичайного (Lanius collurio L.), чорнолобого сорокопуда та вівсянки звичайної, а також зозулі, зяблика, соловейка західного тощо. На землі під кущами зрідка можна побачити дрімлюгу. Усі ці птахи охороняються Додатком II Бернської конвенції. Також тут трапляються великі хижаки: великий та малий яструби, канюк звичайний та боривітер звичайний, сіра сова (всі ці виду входять до Додатку І Бернської конвенції).
Поблизу водотоку р. Нагольна годуються сіра чапля, бугай.
Ссавці. Тутешні угіддя напрочуд сприятливі для мисливської фауни: дикої свині, вовка, лисиці, єнотовидного собаки, зайця європейського, а також дрібніших тварин: ласки, кам'яної куниці та червонокнижного чорного тхора. Також на території проектованого заказника трапляється рідкісний червонокнижний звір — перегузня, виявлення якого навесні 2010 року викликало особливий інтерес науковців. Планується подальше вивчення виду на цій території. Серед дрібних тварин можливою є знахідка таких раритетних видів, як мишівка степова, сліпачок та строкатка (ЧКУ). На території проектованого заказника поширені також рідкісні кажани — нічниця ставкова та кажан пізній.
Інформація про фауну урочища відома серед науковців та вже зараз частково включена до бази даних Державного кадастру тваринного світу України.

## Галерея

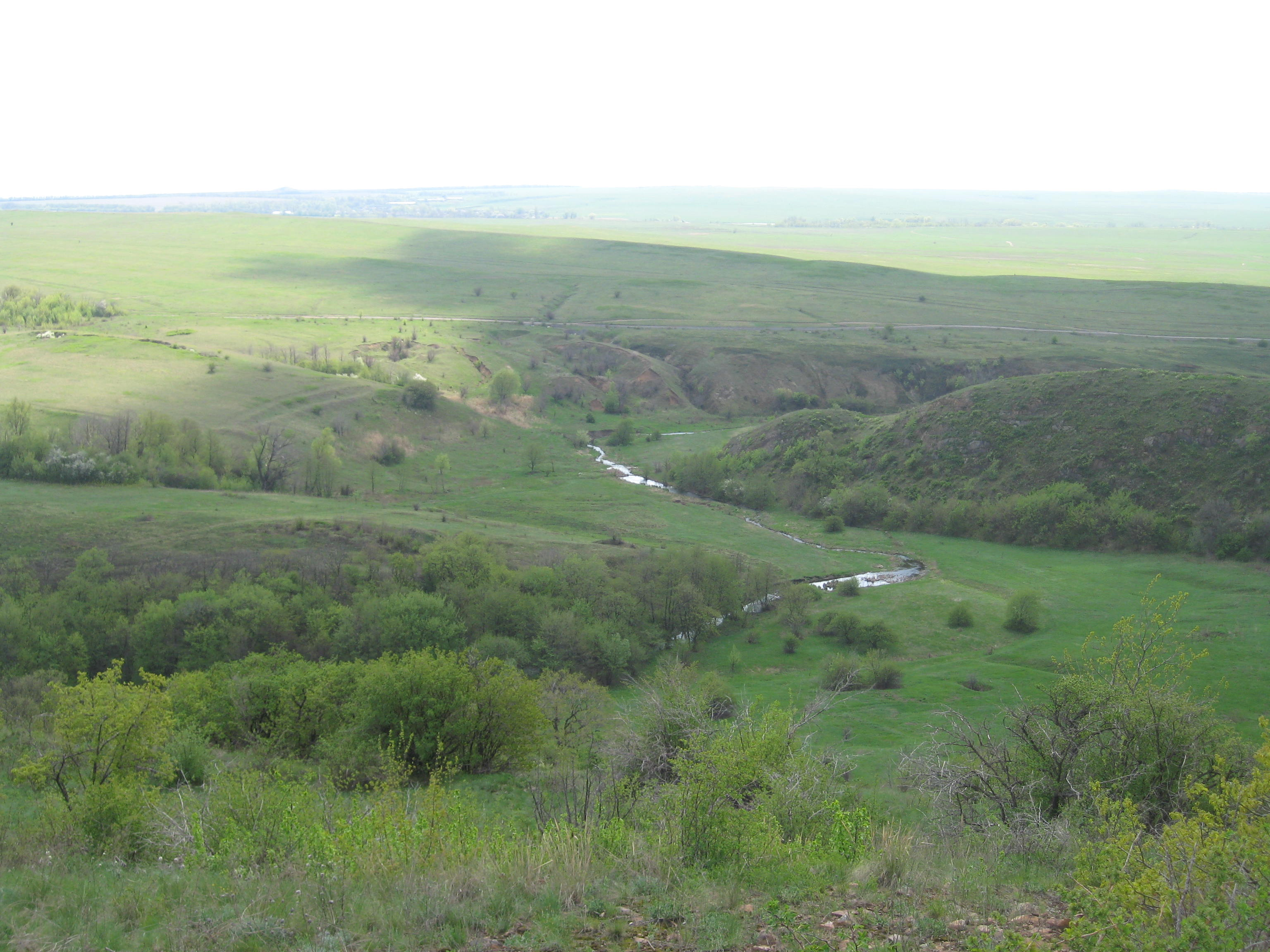
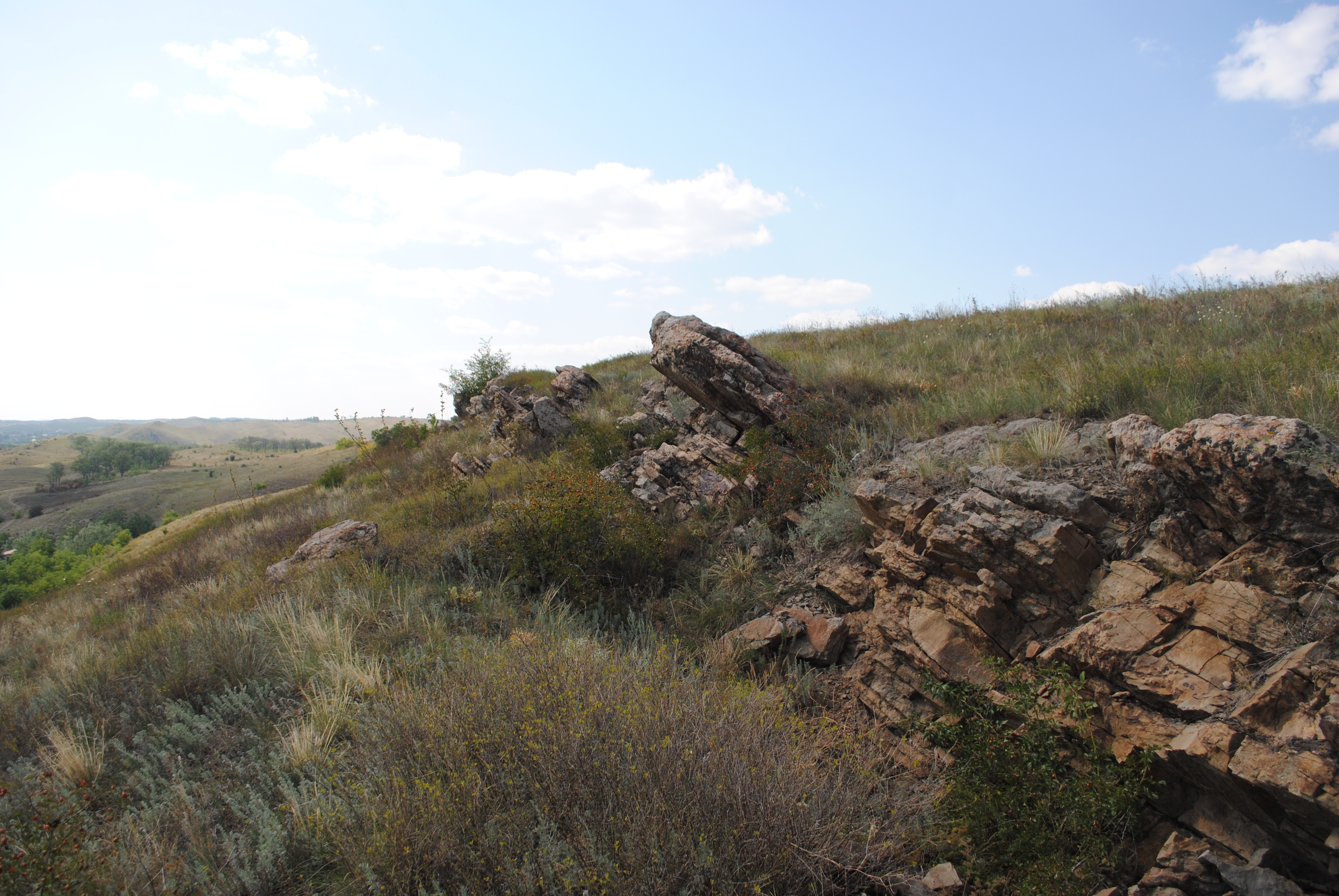
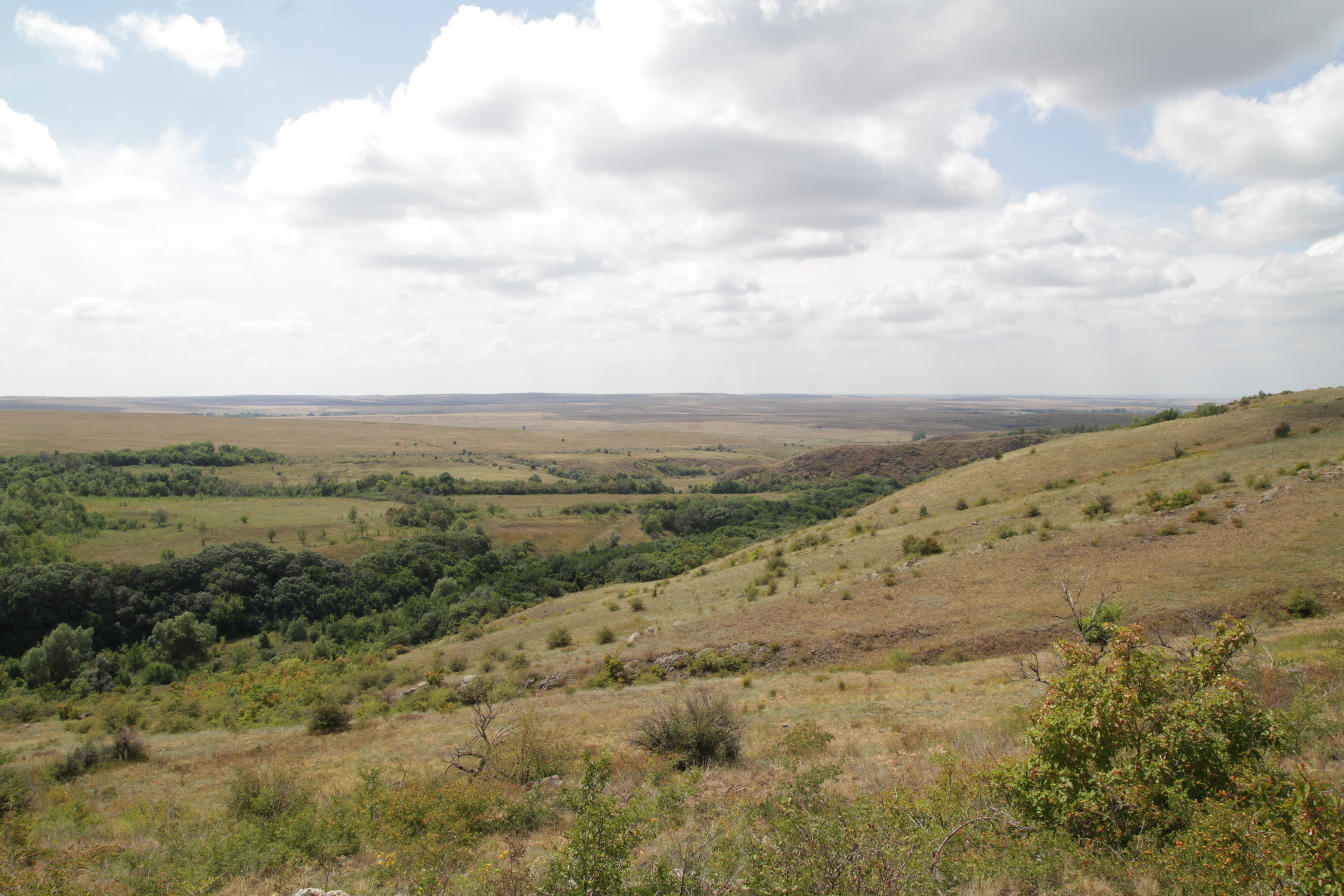
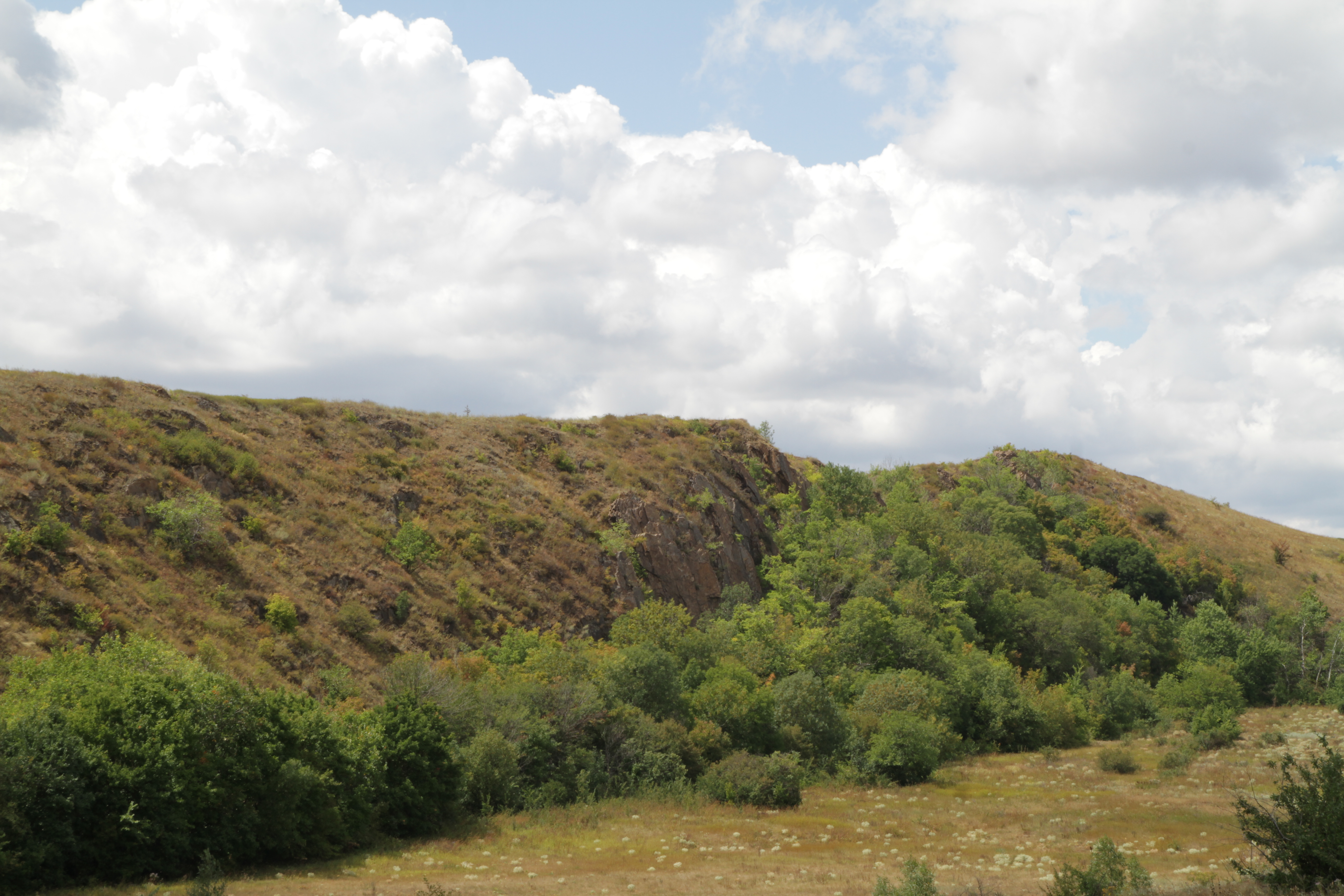
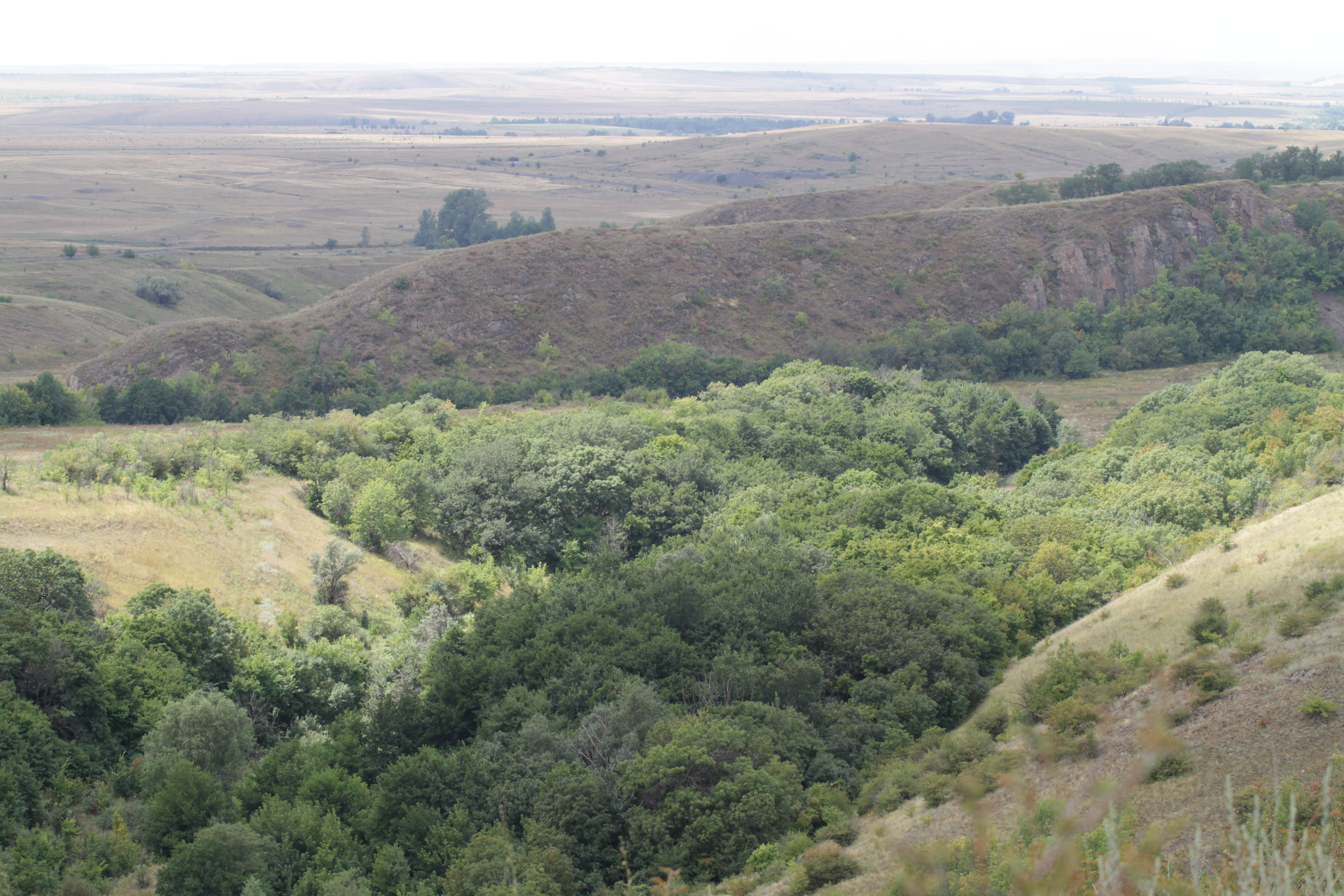
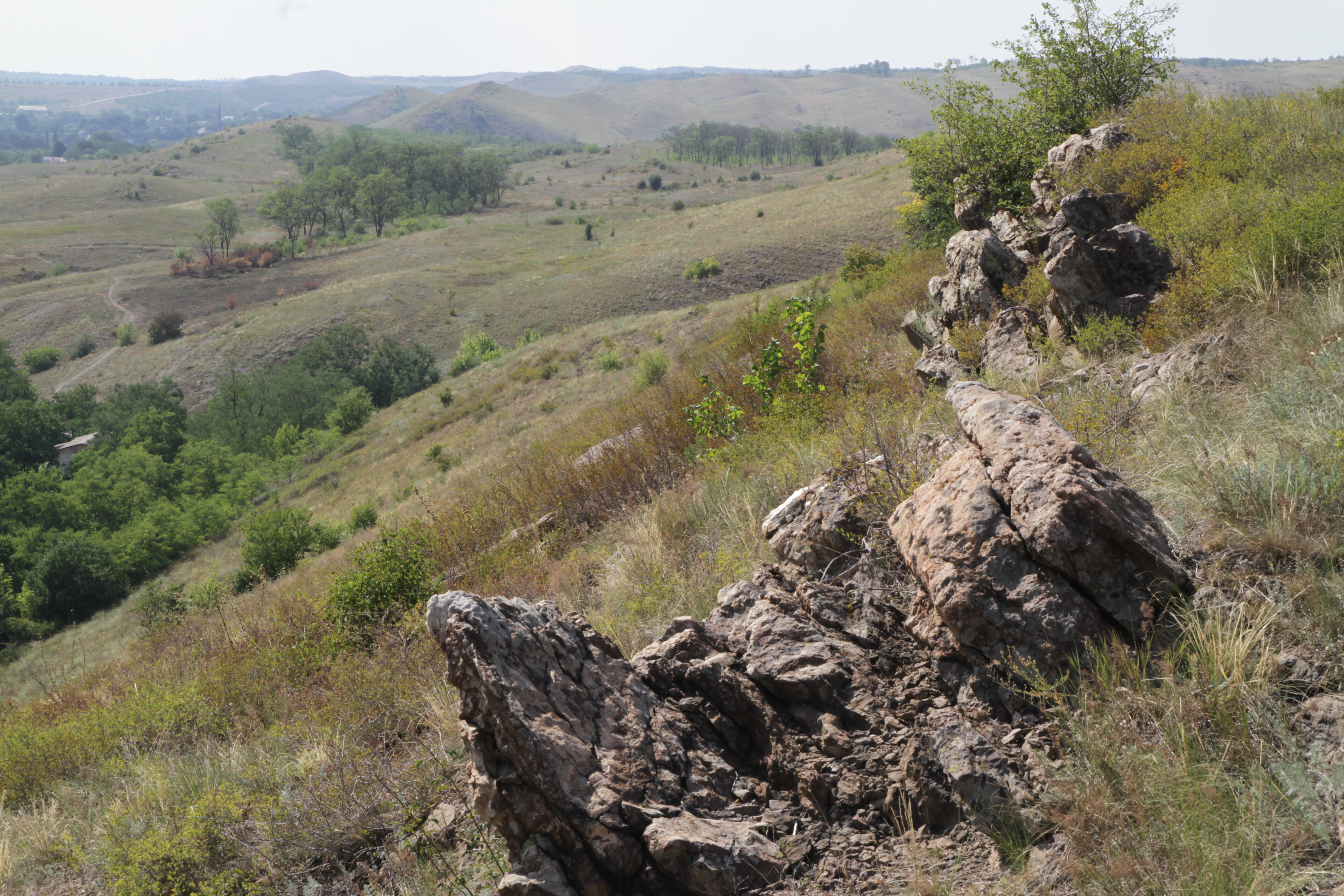
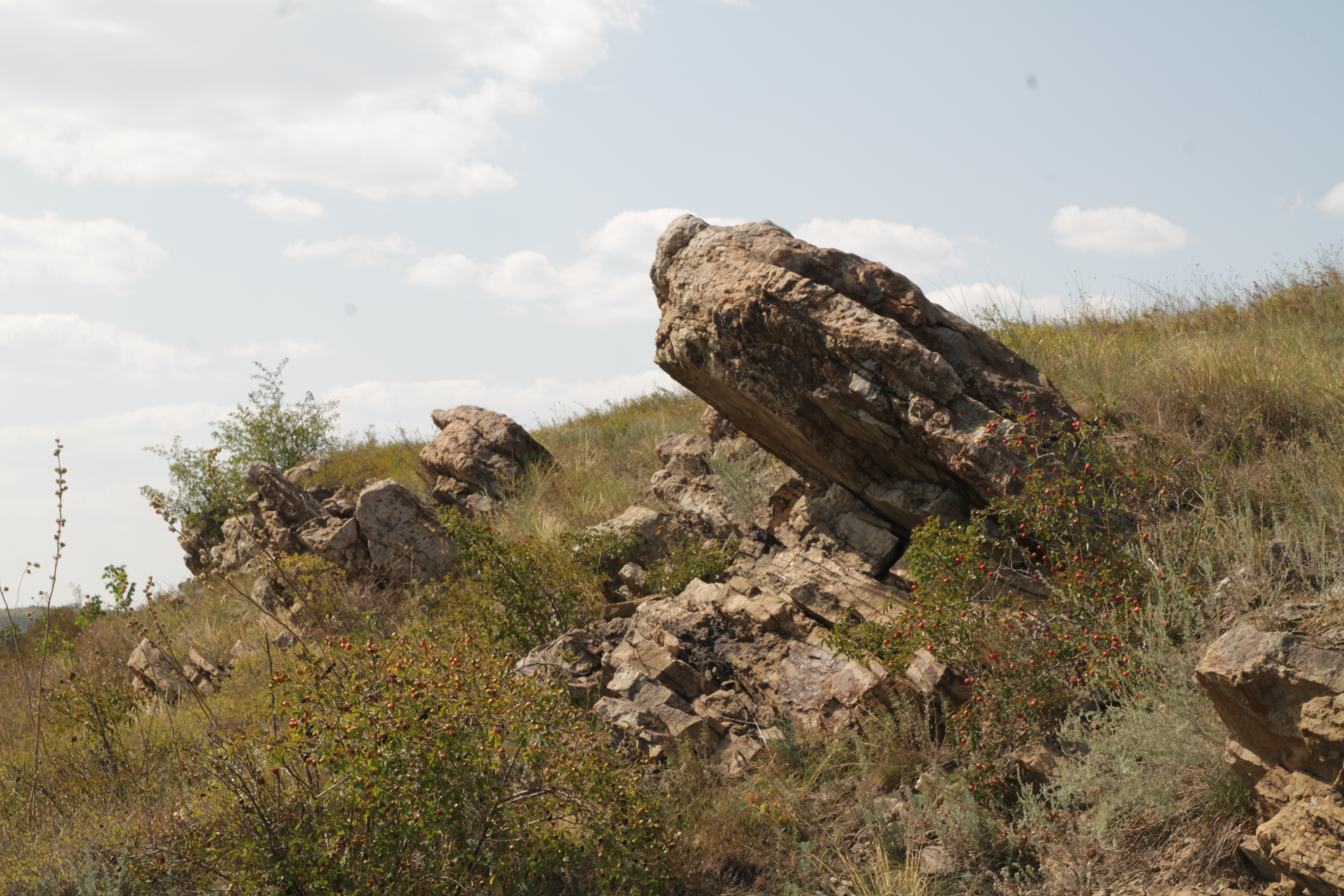
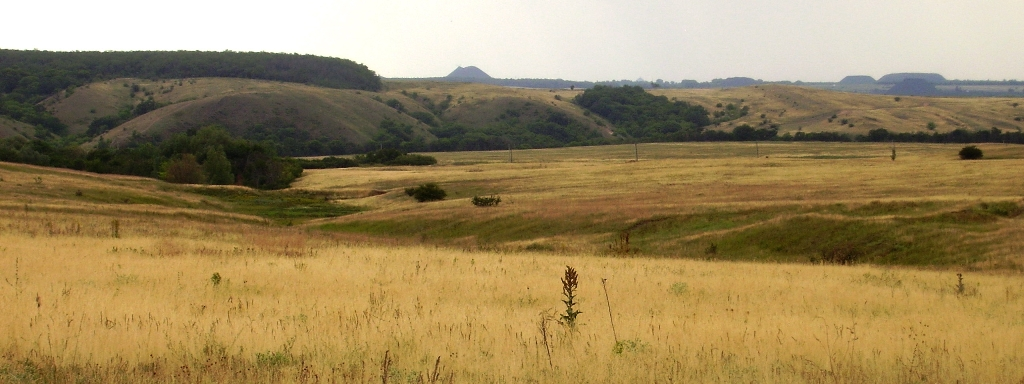
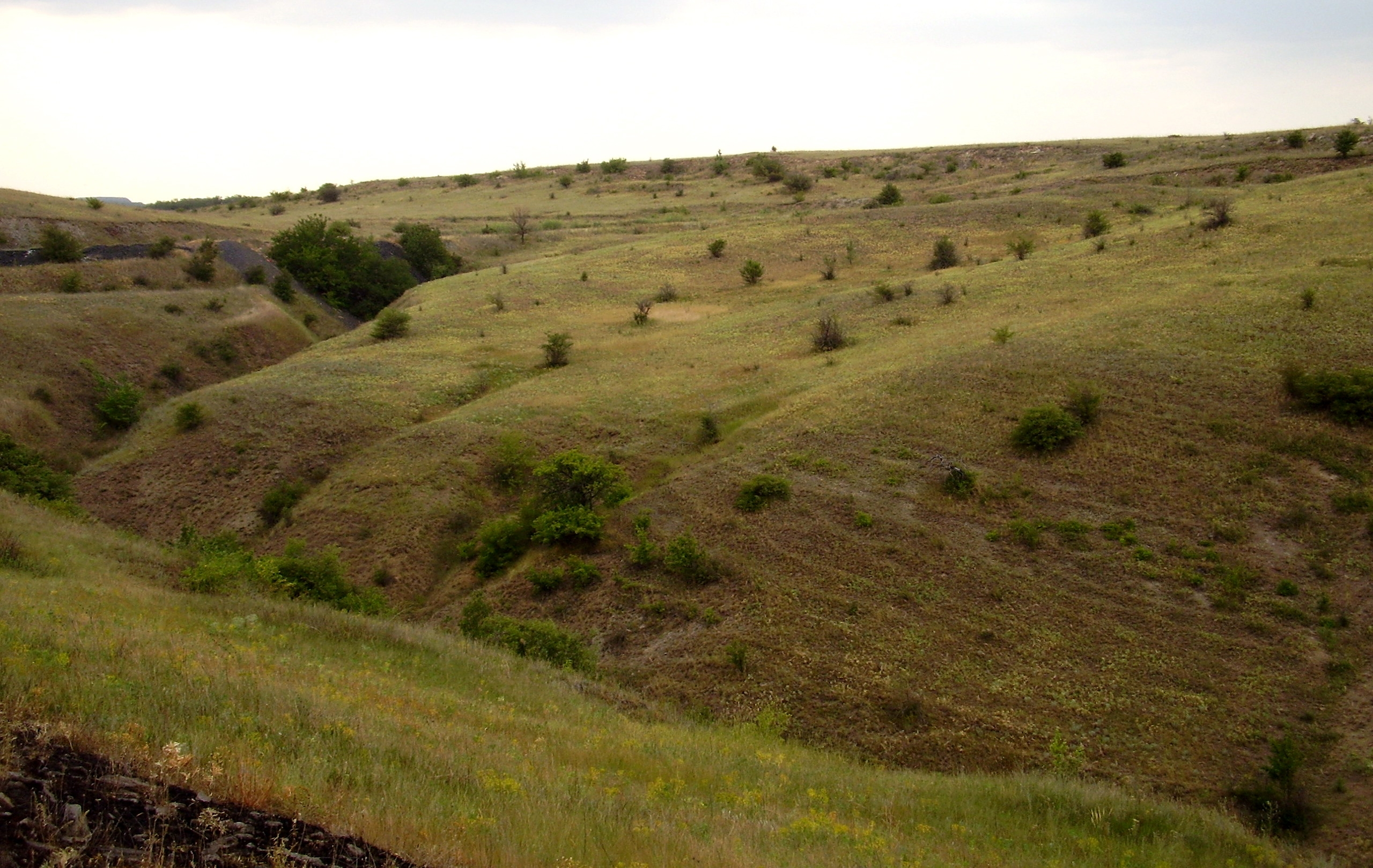
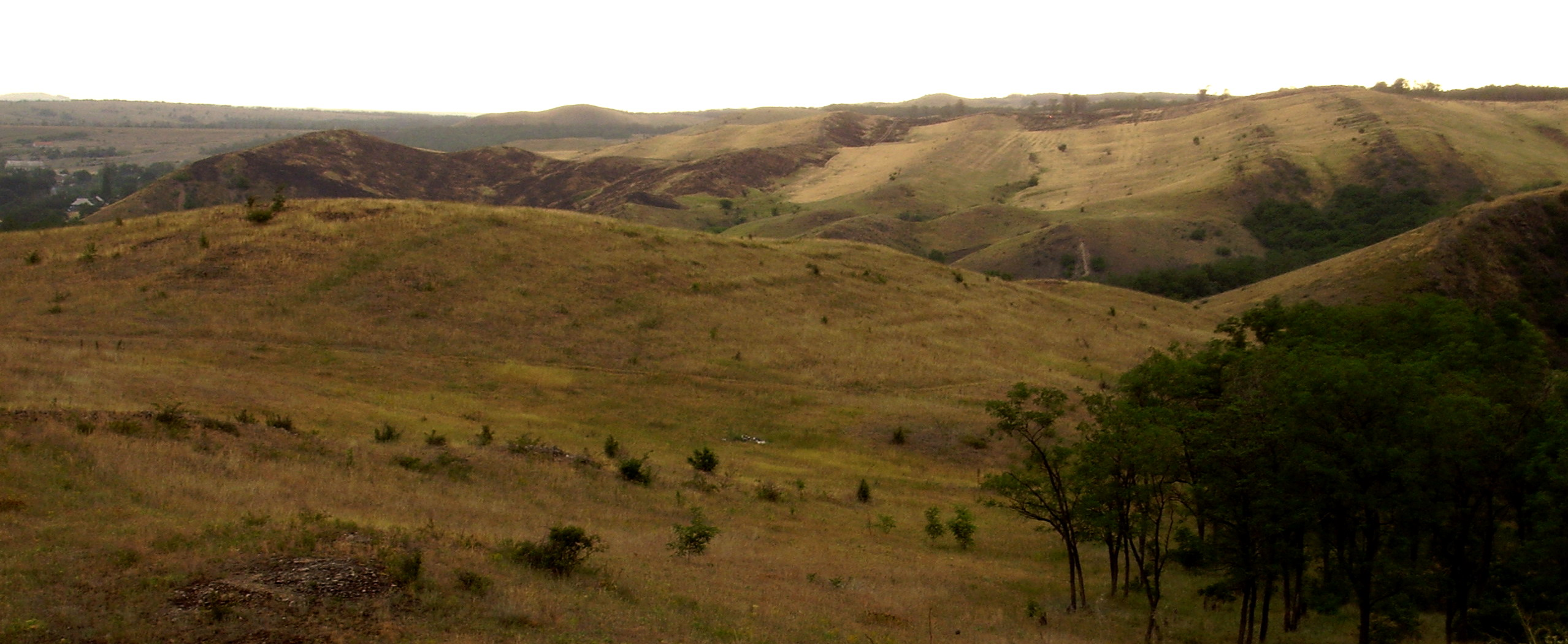
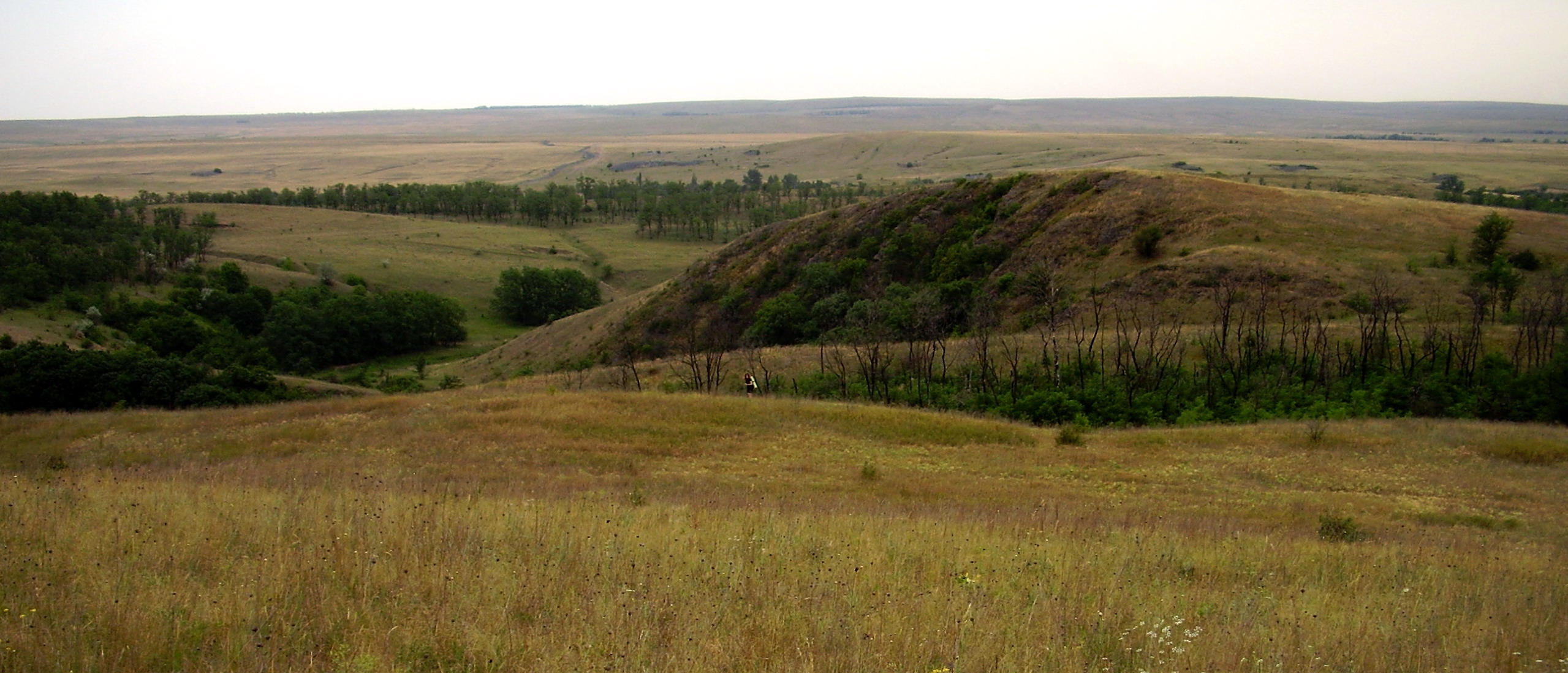